# Vaticinia de Summis Pontificibus
I Vaticinia de Summis Pontificibus sono una serie di vaticinii o profezie concernenti i papi, contenuti in diversi manoscritti.

## Storia
L'opera consiste di testi in latino, mescolati a verosimili e simbolici ritratti di pontefici, che, secondo il misterioso autore (o autori), sarebbero stati eletti in futuro, oltre a testi "profetici" che erano presentati in connessione agli stessi.  Iniziarono a circolare dalla fine del Duecento e primi del Trecento e comprendevano profezie concernenti i pontefici da Papa Niccolò III in avanti. La serie di circa trenta profezie,  che gli studiosi affermano si basi su prototipi greci, era stata "concepita molto probabilmente per esercitare qualche influenza sulle future elezioni pontificie" Riguardo al tema conduttore trattato, sono caratterizzate da una forte opposizione alla famiglia Orsini e ai loro possibili candidati.

### La serie "genus nequam"
La serie di profezie mistiche, note per il loro incipit come le profezie del "Genus nequam" ("l'origine del male"), sono derivate dagli Oracoli di Leone bizantini, una serie di profezie bizantine del dodicesimo secolo che predicono l'avvento di un imperatore salvifico destinato a restaurare l'unità dell'impero romano. Questi versi e le illustrazioni in tempera ad essi associati, mescolano la fantasia, l'occulto, ed il semplice riassunto di cronaca storica in una cronologia dei papi. Ogni profezia consiste di quattro elementi: un testo allegorico ed enigmatico, un disegno emblematico, un motto, e l'attribuzione (sempre fatta a posteriori) ad un determinato pontefice nella storia.

### La serie "ascende calve"
La serie venne incrementata nel XIV secolo con ulteriori profezie, che hanno come incipit "Ascende calve" ("ascendi, calvo"), e che sono scritte come continuazione imitativa della serie precedente, ma presentando scopi di propaganda molto più manifesti. Al tempo del  Concilio di Costanza (1414–1418), entrambe le serie vennero unite col titolo Vaticinia de summis pontificibus ed erroneamente attribuite al mistico calabrese Gioacchino da Fiore. In seguito sono state attribuite ad un non ben definito pseudo-Gioacchino, che alcuni identificano con il mitico Sant'Anselmo da Colico nei Marsi.

### Versioni amanuensi e successive versioni a stampa
Esistono circa cinquanta manoscritti di questa collezione più ampia, più o meno simili e/o completi.
Una tra le versioni più complete, con immagini di grande qualità, si trova nella Biblioteca Vaticana.
Diverse versioni di queste profezie sono state oggetto di numerose ristampe, nei secoli successivi all'invenzione di Gutenberg.

#### Vaticinia ovvero Prophetie dell'Abbate Gioacchino sui Sommi Pontefici (Warburg, Londra; Dublino)
Tra le versioni con un testo in italiano molto lungo e di facile accessibilità (anche se di difficile interpretazione e riordinamento, se davvero dovesse esistere un'interpretazione) è abbastanza diffusa nel mondo una litografia da lastre di rame fatta da Pasqualino Regiselmo nel 1589, corredata di una biografia dell'Abate scritta dal sacerdote francescano Gabriele Barrio, scaricabile da questo sito (pdf di 160 pagine in b/n), e la sua scheda si trova nel sito della biblioteca del Warburg Institute nella London University.
Lo stampato presente nella biblioteca di Dublino è stato consultato nei primi del 900 da James Joyce, che lo cita in un suo libro. 
In italia, una copia è presente nella biblioteca dell'Archiginnasio di Bologna.